# Ferdinand II de Guastalla
Ferdinand II Gonzague (1563 – 5 août 1630) est comte de Guastalla, et à partir de 1621, duc de Guastalla.

## Biographie
Il est le fils de César Ier de Guastalla, comte de Guastalla, et le duc d'Amalfi, et Camilla Borromée. Il succède à son père en 1575. Le 2 juillet 1621, le comté de Guastalla, est élevé au rang de duché et Ferdinand est par la suite considéré comme un duc.
Ferdinand joue un rôle dans la Guerre de Succession de Mantoue lorsque, comme un lointain cousin Gonzague, il réclame le Duché de Mantoue après l'extinction de la branche aînée masculine de la Maison de Gonzague en décembre 1627. Il est soutenu par l'empereur Ferdinand II, qui pense rattacher le duché de Mantoue au Saint-Empire Romain. Sa tentative échoue car le candidat français Charles de Nevers devient le nouveau duc.

## Descendance
Ferdinand II se marie à Vittoria Doria (1569-1618), fille de Giovanni Andrea Doria, et a 3 enfants :
- César II de Guastalla (1592-1632), duc de Guastalla, qui épouse Isabella Orsini
- Vincent de Guastalla (1602-1697), vice-Roi de Sicile (1677-1678)
- André de Guastalla, comte de San Paolo (mort en 1686), le père de Vincenzo Gonzaga, Duc de Guastalla (1692-1714)
- François de Guastalla
- Zénobie de Guastalla (it) (1588-1618), mariée en 1607 don Giovanni Tagliavia d'Aragon, duc de Terranova.
- Charles de Guastalla